# NZJ型柴油动车组
NZJ型“庐山号”柴油动车组是中国铁路的柴油动车组车型之一，由唐山机车车辆厂设计生产，列车采用“二动二拖”4辆编组、康明斯柴油机、西门子公司直流调速装置，1998年至1999年间共生产了2组并交付南昌铁路局使用。

## 发展历史

### 研制
1990年代中期起，中国铁路客运面对高速公路的挑战，短途城际客流大幅下降。为了与高速公路争夺中短途旅客运输市场，唐山机车车辆厂在中华人民共和国铁道部科技司、中国铁路机车车辆工业总公司的支持下，于1996年开始着手研制新型柴油动车组，以适应城市间短途旅行的需要。1997年4月，唐山机车车辆厂首先推出柴油动车组的雏形产品，研制了电传动自行内燃公务动车，配属哈尔滨铁路局使用。此后，公务动车项目组设计人员转入双层柴油动车组的研制。为了满足不同用户的需要，列车采用“两动两拖”固定编组、交—直流电传动方式，最高运营速度为120公里/小时，列车被定型为NZJ型。

### 运用
唐山机车车辆厂于1998年5月完成试制首列双层柴油动车组；同月22日至23日，列车由铁道部科学研究院在京秦铁路、京承铁路进行了动力学性能、安全评估等试验，最高试验速度达到137公里/小时。1998年5月29日，列车在唐山举行了出厂典礼；6月5日交付南昌铁路局。1998年6月18日，被命名为“庐山号”的NZJ型柴油动车组正式投入运营，担当南昌至九江的城际列车，单程运行时间1个半小时；唐山机车车辆厂于1999年11月又向南昌铁路局交付了第二组NZJ型柴油动车组。然而由于列车研制、试验时间较短，列车投入运用后陆续暴露出各种问题，可靠性很差。当时南昌铁路局只向唐山机车车辆厂支付了40%（约2400万）的费用，剩余部分因质量问题后来一直未支付。1999年，南昌铁路局引进四方机车车辆厂研制的NYJ1型柴油动车组后，NZJ型柴油动车组逐步减少了运用，主要用于春运、暑运期间担当江西省内中短途快速列车。至2005年，NZJ型柴油动车组仍担当南昌至玉山（N621/622次）、南昌至景德镇（N629/630次）列车。
2006年后，NZJ型柴油动车组停运并封存于南昌车辆段。2011年8月，南昌铁路局通过中国铁路采购网在网上发布了报废车辆招标公告，出售两组NZJ型柴油动车组；同年年底两组列车被拆解。

### 衍生车型
在NZJ型柴油动车组基础上，唐山机车车辆厂于2005年为昆明铁路局设计制造了一组双层柴油动车组，作为轨道检查车使用。列车总体结构与NZJ型柴油动车组基本相同，仍采用4辆编组和康明斯柴油机，设有双层软卧车、双层硬卧车、双层硬座车三种车厢。

## 技术特点

### 总体结构
NZJ型柴油动车组采用“二动二拖”4节车厢编组（Mc+2T+Mc），前后两端为动力车，中间为拖车。动力车由前至后依次为司机室、动力室、客室、电器室。司机室内设有正副操纵台。动力室内安装柴油发电机组，以及燃油泵、膨胀水箱、冷却器等辅助设备。电器室内设有控制电器、空调控制柜、变压器等电器。中部设有双层客室，采用“2+3”硬座座席布置。中间拖车亦为双层硬座车，采用“2+3”座席布置，并设有卫生间、乘务员室、茶炉室、空调控制室；此外拖车靠近动力车一端的车底并设有一个1200升的燃油箱和蓄电池组。车厢车体采用鱼腹形无中梁整体承载的薄壁筒形结构，各车厢之间采用15H号小间隙车钩和进口折棚式橡胶风挡连接，车头采用流线型设计的整体玻璃钢结构，除司机室门外其他车门均采用手动塞拉门。

### 动力系统
每台动力车上安装一台美国康明斯QST30-G1型柴油机，为12气缸、四冲程、水冷式、V型高速柴油机，气缸直径140毫米，活塞行程165毫米；标定功率为700千瓦，装车功率为634千瓦，额定转速为每分钟1500转。NZJ型柴油动车组采用交—直流电传动，柴油机通过联轴器直接驱动一台主发电机发出三相交流电。由变压器和直流传动柜把牵引发电机发出的三相交流电整流为直流电，再将电能输送给转向架上直流串励牵引电动机，通过传动齿轮驱动车轮，通过电压调节牵引电机和车辆运行速度。列车采用1FC5 406-4TA型无刷三相交流同步发电机、ZQDR-110型脉流牵引电动机。

### 控制系统
NZJ型柴油动车组采用西门子公司的S7-300可编程控制器作为直流调速装置，两台动车通过RS-485通信总线和微机之间通讯实现同步重联控制。

### 列车编组

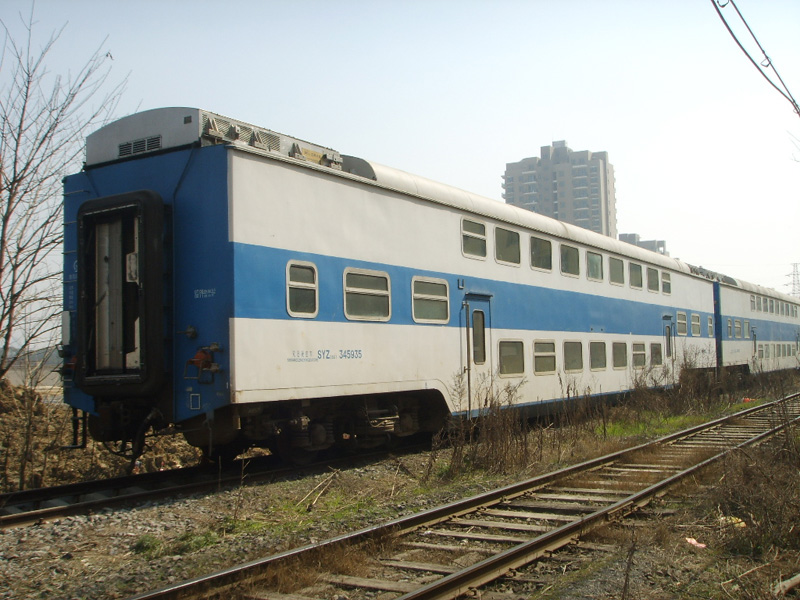
NZJ-0002车的2号车厢

| 车厢号   | 1                              | 2                           | 3                           | 4                              |
| 车辆编号 | NZJ-0001A SYZ25DD345687        | SYZ25DT345685               | SYZ25DT345686               | NZJ-0001B SYZ25DD345688        |
| 车辆编号 | NZJ-0002A SYZ25DD345937        | SYZ25DT345935               | SYZ25DT345936               | NZJ-0002B SYZ25DD345938        |
| 车型     | 双层硬座车                     | 双层硬座车                  | 双层硬座车                  | 双层硬座车                     |
| 动力分布 | ●● ●●                          | 〇〇 〇〇                   | 〇〇 〇〇                   | ●● ●●                          |
| 动力配置 | 动车（Mc）                     | 拖车（T）                   | 拖车（T）                   | 动车（Mc）                     |
| 主要设备 | 司机室 柴油发动机组 牵引电动机 | 燃油箱 蓄电池 卫生间 播音室 | 燃油箱 蓄电池 卫生间 售货部 | 司机室 柴油发动机组 牵引电动机 |
| 定员     | 102                            | 166                         | 166                         | 102                            |
| 转向架   | TW-160D                        | 209PK                       | 209PK                       | TW-160D                        |

### 技术参数
| 类型       | 柴油动车组                          |
| 编组       | 两动两拖                            |
| 全列长度   | 105 m                               |
| 车厢长度   | 24,825 mm（动车） 25,500 mm（拖车） |
| 車體宽度   | 3,104 mm                            |
| 車體高度   | 4,750 mm                            |
| 軸重       | 动车：≤18 t 拖车：≤17 t             |
| 軌距       | 1435毫米（标准轨）                  |
| 轉向架     | TW-160D、209PK                      |
| 編組定员   | 520                                 |
| 營運速度   | 120 km/h                            |
| 起動加速度 | ≥0.23m/s2（≥0.828km/h/s）           |
| 傳動方式   | 交—直流电                           |
| 牽引電動機 | ZQDR-110                            |
| 牽引功率   | 864 kW                              |

## 参看
- 中國動車組列表
- NYJ1型柴油动车组
- NZJ1型柴油动车组
- 神州号柴油动车组
- 金轮号柴油动车组
- NDJ3型柴油动车组
- 普天号柴油动车组
- 天驰号柴油动车组
- TSD09型柴油动车组